# Chaitos
Chaitos (altgriechisch Χαῖτος Chaítos) ist in der griechischen Mythologie einer der 50 Söhne des Aigyptos, des Zwillingsbruders von Danaos. Seine Mutter stammte aus Arabien und hatte mit Aigyptos neun weitere Söhne: Istros, Chalkodon, Agenor, Diokorystes, Alkis, Alkmenor, Hippothoos, Euchenor und Hippolytos.
Für die Massenhochzeit der 50 Söhne des Aigyptos mit den 50 Töchtern des Danaos, bei der das Los über die Paarbildungen entschied, wurde ihm Asteria, die Tochter entweder der Atlanteie oder der Phoibe, als Gemahlin zugewiesen. Wie die übrigen Söhne des Aigyptos mit Ausnahme des Lynkeus wurde er in der Hochzeitsnacht von seiner Ehefrau getötet.
Da der Name Chaitos in der weiteren literarischen Überlieferung nicht vorkommt und inschriftlich nur einmal nachgewiesen ist, schlug Ulrike Kenens vor, den Namen in Xanthos – oder weniger wahrscheinlich: Kanthos – zu emendieren.